# Ben Furman
Ben Furman, född 21  september 1953 i Helsingfors, är en finländsk psykiater och psykoterapeut.
Furman är en av Finlands främsta förespråkare för 
korttidsterapi och medgrundare av Helsingfors Korttidsterapi-institut. Han hade en egen pratshow på Yle TV1 om människors bekymmer, som sändes i mer än 130 avsnitt mellan 1999 och 2006. I Sverige är han känd från Doppings styrkdroppar på TV4 och sin bok Det är aldrig för sent att få en lycklig barndom.
Tillsammans med kollegan,  socialpsykologen Tapani Ahola har han skrivit mer än tjugo böcker om psykologiska problem och lösningsmodeller inom bland annat teambuilding och barnuppfostran. Böckerna har översattas till mer än 20 språk och metoderna används i hela världen. 
Ben Furman var sommarpratare i radioprogrammet Vegas sommarpratare i YLE år 2020.